# Aristida jerichoensis
Aristida jerichoensis là một loài thực vật có hoa trong họ Hòa thảo. Loài này được (Domin) Henrard mô tả khoa học đầu tiên năm 1927.